# Belgica antarctica
Belgica antarctica е вид нелетящо насекомо от семейство Хирономидни. Видът е ендемичен за Антарктида. С дължина 2 – 6 mm, това е най-голямото изцяло сухоземно животно на континента, както и единственото насекомо на него. То има и най-малкият изследван насекомен геном, съдържащ само 99 милиона базови двойки нуклеотид (и около 13 500 гена). Това е единственото насекомо, което може да преживее цяла година на Антарктида.

## Толерантност към екстремни условия
Фактът, че насекомото не лети, е възможно да е адаптация, която го предпазва от това вятъра да го издуха към неблагоприятен район. B. antarctica може да устои на температури под нулата, но не и под −15 °C. За сравнение, други студоустойчиви насекоми могат да понасят още по-ниски температури. Причината за сравнително ниската толерантност към измръзване на B. antarctica се дължи на топлинно буфериране – на дълбочина от само сантиметър под повърхността на почвата, температурата е стабилна между 0 и −2 °C в продължение на 10 месеца. Там тя рядко спада под −7 °C през годината. Ледената или снежната покрива също помагат за поддържането на стабилна температура.
За да се адаптира към ниските температури, B. antarctica натрупва трехалоза, глюкоза и еритритол. Тези съединения помагат на насекомото да не замръзне, като намаляват количеството лед, образуващо се в тялото. Освен това те стабилизират протеините и клетъчните мембрани, като се свързват с тях посредством водородни връзки. Протеините на топлинния шок също спомагат за устояването както на ниски, така и на високи температури.
B. antarctica не само толерира, но и изисква студен климат, за да оцелее. Излагането на ларвите му на умерени температури около 10 °C е достатъчно да ги убие до седмица. Излагането им на температура около 30 °C ги убива за няколко часа. Насекомото може да толерира и частични засушавания, оцелявайки след загубата на до 70% от телесната си вода.

## Жизнен цикъл
B. antarctica прекарва по-голямата част от двугодишния си жизнен цикъл в четири етапа на ларва. Може да зимува във всеки стадий на развитие. Мъхове, наземни водорасли, детрит и микроорганизми предоставят храна на ларвата. Възрастните индивиди излизат през пролетта и есента и живеят не повече от 10 дни. Женските се чифтосват още на първия ден, а няколко дни по-късно снасят яйцата си. Чифтосването се случва сред големи групи от мъжки.